# Port-au-Prince
Port-au-Prince (francouzská výslovnost [pɔʁoˈpʁɛ̃s], haitsky Pòtoprens [pɔtopɣɛ̃s], španělsky Puerto Príncipe [ˈpweɾto ˈpɾinθipe]) je hlavní město a největší přístav státu Haiti, ležící na břehu zálivu Gonâve v Karibském moři. Je to ekonomické, politické a kulturní centrum Haiti, důležitý dopravní uzel s mezinárodním letištěm a námořním přístavem.
Je zde rozvinutý textilní průmysl (bavlnářství), potravinářství (cukrovary, výrobny rumu, tabákový průmysl, pražírny kávy), kovovýroba, chemie, obuvnictví. Univerzita zde byla založena v roce 1920.
Ve městě působí univerzita, jediná v zemi. Od roku 2012 má svou pobočku v haitském městě Limonade.

## Dějiny

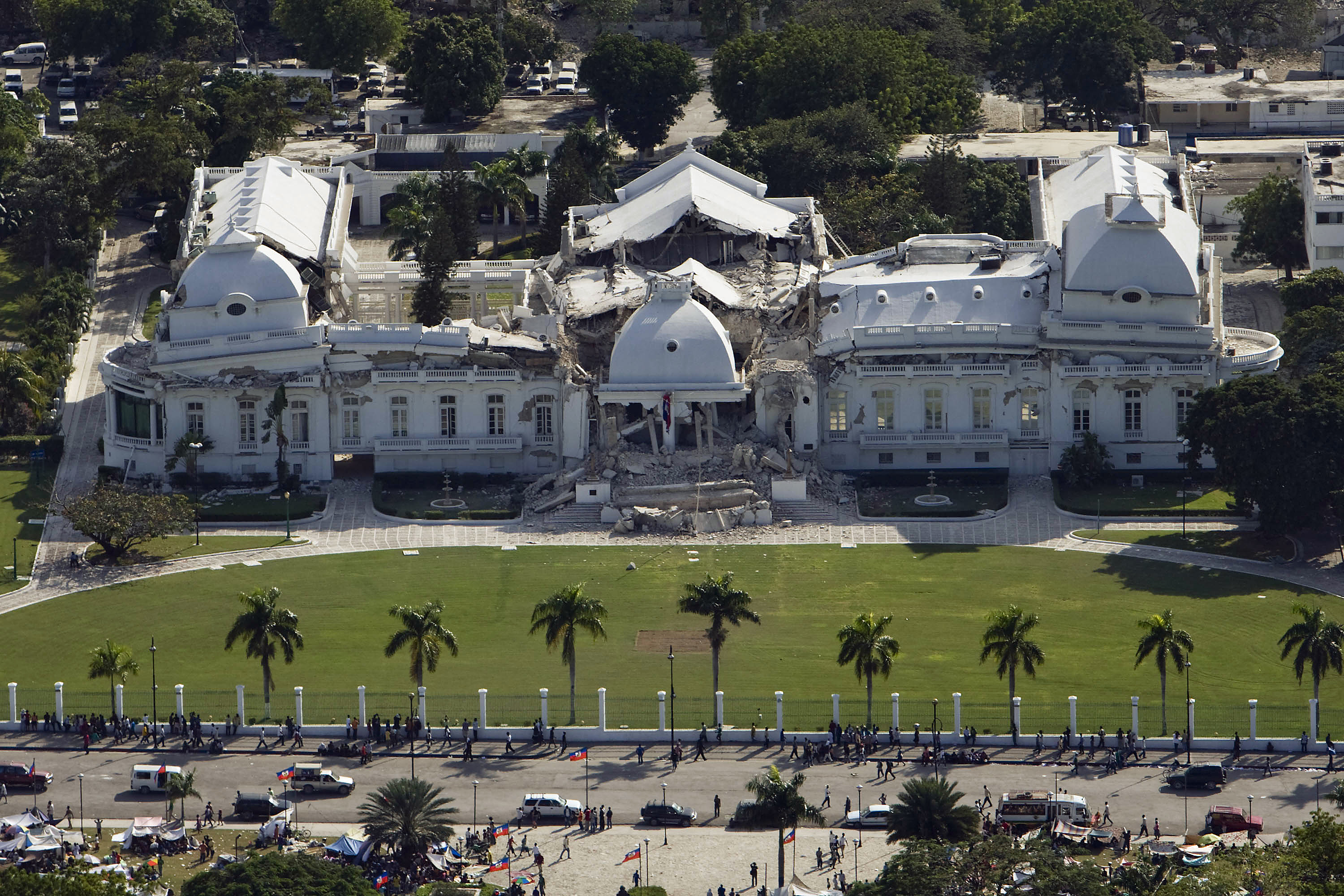
Prezidentský palác poničený zemětřesením.

Oblast budoucího města byla osídlena již dávno před příchodem Evropanů indiánským kmenem Tainů, kteří do oblasti přišli z území dnešní Venezuely kolem roku 2600 před naším letopočtem.
Město bylo založeno Francouzi roku 1749 jako L’Hôpital. Od roku 1807 je hlavním městem Haiti.

### Zemětřesení
V letech 1751, 1770 a 12. ledna 2010 bylo město zasaženo ničivými zemětřeseními. Nejničivější z nich bylo zemětřesení v roce 2010: město bylo téměř zničeno, zřítil se mimo jiné prezidentský palác, katedrála, nemocnice a několik budov ministerstev. Podle vládních odhadů zemřelo cca 212 000 lidí, což toto zemětřesení činí páté nejtragičtější v dějinách, neoficiální odhady zemřelých však kolísají až okolo čísla 300 000 lidí.

### Epidemie
V říjnu 2010 se zde vyskytla epidemie cholery, která si vyžádala přes 200 mrtvých. Proti epidemii Covidu v letech 2020-2021 chybělo jakékoliv očkování až do 15. července 2021.

### Gangy
Od roku 2021 je většina města ovládána gangy. V roce 2024 ve městě vláda vyhlásila výjimečný stav poté, co z největší věznice ve městě uprchlo několik tisíc vězňů.